# Bourne (condado de Barnstable)
Bourne es un lugar designado por el censo ubicado en el condado de Barnstable en el estado estadounidense de Massachusetts. En el Censo de 2010 tenía una población de 1.418 habitantes y una densidad poblacional de 185,09 personas por km².

## Geografía
Bourne se encuentra ubicado en las coordenadas 41°43′55″N 70°36′57″O / 41.73194, -70.61583. Según la Oficina del Censo de los Estados Unidos, Bourne tiene una superficie total de 7.66 km², de la cual 4.36 km² corresponden a tierra firme y (43.14%) 3.3 km² es agua.

## Demografía
Según el censo de 2010, había 1.418 personas residiendo en Bourne. La densidad de población era de 185,09 hab./km². De los 1.418 habitantes, el 93.65% eran blancos, el 0.92% afroamericanos, el 0.92% amerindios, el 1.48% asiáticos, el 0.71% de otras razas, y el 2.33% pertenecían a dos o más razas. Del total de la población, el 0.78% eran hispanos o latinos.